# Estrébœuf
Estrébœuf település Franciaországban, Somme megyében. Lakosainak száma 241 fő (2022. január 1.). Estrébœuf Arrest, Boismont, Pendé és Saint-Valery-sur-Somme községekkel határos.

## Népesség
A település népességének változása:
| Lakosok száma | 243  | 244  | 250  | 243  | 240  | 239  | 239  | 240  | 241  |
|               | 2013 | 2015 | 2016 | 2017 | 2018 | 2019 | 2020 | 2021 | 2022 |